# بوب كوبر
بوب كوبر (بالإنجليزية: Bob Cooper)‏ هو سياسي بريطاني، ولد في 24 يونيو 1936 في مقاطعة دونيجال في جمهورية أيرلندا، وتوفي في 15 نوفمبر 2004 في المملكة المتحدة. حزبياً، نشط في حزب التحالف لأيرلندا الشمالية ‏. في الانتخابات البرلمانية في أيرلندا الشمالية 1973 ‏، انتخب عضو برلمان أيرلندا الشمالية 1973-1974 وقد انضم خلال فترته النيابية ‏ للكتلة البرلمانية حزب التحالف لأيرلندا الشمالية ‏.